# Paulette Wilson
Paulette Wilson (* 20. März 1956 in der damaligen Kronkolonie Jamaika; † 23. Juli 2020 in Wolverhampton, West Midlands) war eine britische Aktivistin für Immigranten-Rechte, die sich im Verfahren um ihre eigene Abschiebung nach Jamaika verteidigte und die Aufmerksamkeit der Medien auf Menschenrechtsverletzungen im Windrush-Skandal auslöste.

## Leben
Wilson wurde 1956 in der britischen Kronkolonie Jamaika geboren und, als sie 10 Jahre alt war, von ihrer Mutter nach Großbritannien geschickt, wo sie von ihren Großeltern in Wellington, Telford, Shropshire, aufgezogen wurde. Wilson besuchte Grund- und weiterführende Schulen in England. Sie arbeitete als Köchin, zeitweise in der Mitarbeiterkantine des House of Commons, gründete ihre Familie und bezahlte 34 Jahre lang britische Steuern.
2015 erhielt Wilson eine Verfügung der Regierung, die besagte, dass sie eine illegale Immigrantin sei und aufgefordert werde, das Vereinigte Königreich zu verlassen. Ihre Wohngelder und Gesundheitsversorgung wurden gestoppt; sie wurde obdachlos und ihr wurde das Recht auf Arbeit verweigert. 2017 stand Wilson vor der Abschiebung. Sie war seit 50 Jahren nicht mehr in Jamaika gewesen, aber wurde zwei Mal eingesperrt und in Yarl’s Wood Immigration Removal Centre festgehalten und dann im Oktober 2017 in das Deportation centre am Flughafen London Heathrow gebracht. Das Refugee and Migrant Centre von Wolverhampton überzeugte die damalige Abgeordnete, Emma Reynolds, die Deportation in letzter Minute zu stoppen und Wilson mehr Zeit zu geben, beim Home Office Berufung einzulegen.
Aufgrund der Regelungen des British Nationality Act 1948 waren Wilson und zehntausende weiterer Migranten aus der Karibik und anderen britischen Kolonien als Bürger des Britischen Weltreichs nach England gekommen. Kinder wurden in Großbritannien legal anhand der Pässe ihrer Eltern aufgenommen und es wurde später kein Nachweis ihres rechtlichen Status ausgestellt. Sie erhielten 1971 indefinite leave to remain (ILR, Permanente Aufenthaltserlaubnis) im Königreich, aber neue Ausländergesetze machten einen Nachweis auf das Recht notwendig, im Königreich zu leben, um eine Wohnung oder Zugang zu Sozialleistungen zu erhalten.
Die Medienberichterstattung zu Wilsons Situation und ihr Kampf mit dem Home Office, ihren Rechtsstatus im Vereinigten Königreich anerkannt zu bekommen, brachte zum Vorschein, dass es weitere Opfer der Politik gab, und beleuchtete die Gesetze, die 2012 von Theresa May während ihrer Zeit als Home Secretary umgesetzt wurden. Die Ereignisse wurden bekannt als Windrush Scandal, wobei vor allem die fälschliche Festsetzung (detention) oder Abschiebung (deportation) von ca. 164 Personen durch die britische Regierung und die drohende Deportation vieler anderer ein zentrales Thema war. Der Name bezieht sich auf das Schiff Empire Windrush, das 1948 die ersten Menschen aus der Karibik als Arbeitskräfte nach Großbritannien brachte und nach dem diese erste Generation von Einwanderern auch als Windrush-Generation bezeichnet wird.
Unterstützt durch einen caseworker (Rechtsbeistand) des Refugee and Migrant Centre sammelte Wilson die Dokumente, welche bewiesen, dass sie schon über 50 Jahre in England gelebt hatte und zu Unrecht vom Home Office kategorisiert worden war. 2018 erhielt sie offiziell ihre „leave to remain“. Nachdem sie ihren eigenen Fall gelöst hatte, engagierte sich Wilson als Aktivistin und kämpfte für die Rechte anderer Immigranten, die in vergleichbaren Situationen waren. 2019 dokumentierte ein Film von Shanida Scotland für The Guardian Wilsons Story zusammen mit Berichten anderer Opfer des Windrush Scandal. Im Juni 2020 reichte Wilson zusammen mit anderen Aktivisten eine Petition bei Downing Street ein, in der die Regierung aufgerufen wurde die ausstehenden Probleme zu lösen und die Opfer des Skandals zu entschädigen. Die Aktivisten hatten 130.000 Unterschriften gesammelt.
Wilson starb am 23. Juli 2020 in Wolverhampton, West Midlands, wo sie sich in Heath Town niedergelassen hatte. Ihre Entscheidung, mit ihrem Problem an die Öffentlichkeit zu gehen, war ausschlaggebend dafür, die Fehlentscheidungen des Home Office in seiner Umsetzung der hostile environment policy offenzulegen.
Wilsons Trauerfeier wurde verzögert, weil Verwandte erfolglos versuchten, Urlaub zu bekommen, um nach jamaikanischem Brauch beim Füllen des Grabes helfen zu können. Dabei hatte unter anderem ihr Bruder an den Premierminister Boris Johnson geschrieben; die Bitte wurde abgelehnt, da zu dieser Zeit die Covid-19 Bestimmungen derartige Handlungen nicht vorsahen. Die Trauerfeier wurde letztlich am 4. September 2020 in der New Testament Church, Wednesfield Road, Wolverhampton gehalten. Im Anschluss daran war die Beisetzung im nahegelegenen Danescourt Cemetery.